# Masanobu Fukuoka
Masanobu Fukuoka (japonès: 福岡 正信, Fukuoka Masanobu; Iyo, Prefectura d'Ehime a l'illa de Shikoku, 2 de febrer de 1913 - 16 d'agost de 2008) va ser un agricultor i microbiòleg japonès, autor de les obres La Revolució d'un bri de Palla, La Senda natural del Cultiu: Teoria i pràctica d'una filosofia verda i Sembrant en el desert: Llavors per a la regeneració del planeta en què presenta les seves propostes per a un sistema d'agricultura que s'anomena agricultura natural o mètode Fukuoka.

## Biografia
Descendent d'una família dedicada a l'agricultura des de fa segles, va començar la seva carrera com a edafòleg, desviant-se després cap a la fitopatologia. A l'edat de 25 anys, va començar a dubtar de la saviesa de l'agronomia moderna. Guiat per la seva intuïció, va decidir buscar un mètode de cultiu que protegís les característiques de la terra i eliminés treballs innecessaris. Va deixar el seu treball com a científic de recerca, i va tornar a la seva granja familiar a l'illa de Shikoku al Japó meridional per cultivar taronges Mikan orgàniques. D'aquest punt va dedicar la seva vida a desenvolupar el seu sistema de cultiu orgànic únic que no requereix escardes (desherbar), ni utilitzar pesticides ni fertilitzants, ni necessita conreu.

## Mètode Fukuoka
Fukuoka practica un sistema de cultiu que ell anomena "agricultura natural". Encara que algunes de les seves pràctiques són específiques del Japó, la idea que regeix el seu mètode s'ha aplicat amb èxit arreu del món. El seu sistema s'enquadra dins l'àmbit de la Permacultura. L'essència del mètode de Fukuoka és reproduir les condicions naturals tan fidelment com sigui possible de manera que el sòl s'enriqueix progressivament i la qualitat dels aliments cultivats augmenta sense cap esforç afegit.
"És una filosofia per a treballar junts amb la natura i no en contra, d'observar prolongadament i atentament en lloc de treballar molt i descuidadament, de considerar les plantes i els animals en totes les seves funcions en lloc de tractar els elements com a sistemes d'un sol producte". El seu treball entronca amb la Permacultura: busca tenir cura de la Terra i les persones al mateix temps, i trobar maneres en què els elements s'aprofitin en diferents direccions dins d'un mateix sistema.
Fukuoka va desenvolupar el seu mètode a partir de la intuïció que gran part dels treballs que els éssers humans porten a terme són d'una banda innecessaris i penosos, i d'altra destructius, i així va decidir posar tot el seu esforç en descobrir una fórmula que solucionàs les dues deficiències. El seu principal interès es va centrar a trobar una fórmula per la qual no hauria d'esgotar els recursos de la Terra per produir aliments de qualitat en abundància.
Els principis de treball del seu mètode desenvolupen la filosofia del no-fer (Wu-Wei), o intervenir només fins on sigui necessari, i el mínim possible, en els processos naturals, per aconseguir que la força pròpia de la Natura potenciï els resultats en condicions òptimes de salut i vitalitat. Per això busca dissenyar primer condicions òptimes per al treball sense ajuts suplementaris (màquines, químics), i amb la mínima intervenció sobre el desenvolupament natural dels cultius (respecte per les estacions, no podar). Segueix un principi de respecte profund per les formes de la naturalesa i la confiança que aquesta pot proveir del necessari si sabem trobar la manera de comprendre els seus ritmes. Per resoldre problemes com fitopatologies o plagues és necessari arribar a un profund coneixement de l'equilibri de les interaccions naturals de l'ecosistema on volem conrear, de manera que les seves particularitats no se'ns presentin com un inconvenient, sinó a la llarga com a factors del procés fins i tot beneficiosos. Per aquest motiu, el seu sistema suposa una visió més àmplia de la relació entre processos agrícoles i els fenòmens naturals, amb una visió molt més global dels cicles i factors a tenir en compte, i de les ramificacions de resultats que cada element produeix.
Per Masanobu Fukuoka l'agricultura és un mitjà per al desenvolupament de l'ésser humà i la seva harmonia amb la Natura. Això entronca amb la concepció oriental de Dô o via de perfecció de la filosofia taoista i del budisme mahayana. L'agricultura té tot el necessari per fer feliç l'ésser humà, i oportunitats per desenvolupar el seu potencial interior.

### Principis de treball
- No llaurar: d'aquesta manera es manté l'estructura i composició del sòl amb les seves característiques òptimes d'humitat i micronutrients
- No utilitzar adobs ni fertilitzants: mitjançant la interacció dels diferents elements botànics, animals i minerals del sòl, la fertilitat del terreny de cultiu es regenera com en qualsevol ecosistema no domesticat.
- No eliminar males herbes ni utilitzar herbicides: aquests destrueixen els nutrients i microorganismes del sòl, i només es justifiquen en monocultius. Però Fukuoka proposa una interacció de plantes que enriqueix i controla la biodiversitat d'un sòl.
- No utilitzar pesticides: també maten la riquesa natural del sòl. La presència d'insectes pot equilibrar en un cultiu.
- No podar: deixar a les plantes seguir el seu curs natural.
- Boles d'argila (Nenda Dango).

Aquests radicals principis de treball es basen en una filosofia del no fer (Wu Wei), o més exactament de no intervenir. Fukuoka va assolir un grau de comprensió dels microecosistemes del sòl, que el va dur a idear un sistema de treball que l'allibera del conreu i els esforços innecessaris de l'agricultura tradicional. El seu mètode, que ell anomena de vegades agricultura natural Mahayana, es basa a començar donant i després en rebre de manera natural, en lloc d'exigir a la Terra fins a esgotar-la.

### Boles d'argila
Per millorar la producció de la Natura amb la menor intervenció possible va idear un sistema que permet substituir l'arada així com els espantaocells i altres mètodes:
- Barrejant llavors dins de bolles de fang d'uns 2 o 3 cm que després s'espargeixen pel camp
- Les bolles es desfaran amb la primera pluja intensa, i les llavors començaran a brollar, fins aleshores protegides dels animals i el temps.
- En la barreja de llavors venen incloses les llavors del cultiu que es vol fer, al costat d'altres plantes (principalment trèvol blanc) que germinaran més aviat i crearan una capa fina que protegirà el sòl de la llum, impedint la germinació d'herbes, però no de cereals o el que es vol conrear.
- En lloc de llaurar o desherbar el camp, el recobreix amb restes de les plantes cultivades en la collita anterior, de manera que es crea un compostatge natural, que conserva la humitat i els nutrients i impedeix la proliferació d'herbes no desitjades.
- A les bolles d'argila hi poden incloure una part d'adob natural (fems o altres)
- Una porció de pebre de Caiena ajuda a dissuadir els animals que es puguin menjar les llavors
- A les bolles s'hi poden incloure diverses combinacions, segons sigui el cultiu de cereals, hortalisses, fruiters, zona boscosa, etc. de manera que poden tenir molts més usos que el de producció d'aliments: reforestació, reverdiment, regeneració de sòls ...

### Sistema de treball
El seu sistema es basa a respectar, i fins i tot potenciar, els cicles naturals, de manera que aquests asseguren una millor qualitat del creixement de les plantes. Mitjançant senzilles intervencions en el moment adequat, permet reduir considerablement el temps de treball. Aquestes intervencions es basen en la interacció de biosfera i sòl. Per exemple:
"A la tardor sembra arròs, trèvol blanc i cereal d'hivern en el mateix camp, i els cobreix amb una espessa capa de palla d'arròs. El sègol o l'ordi i el trèvol brollen immediatament, però les llavors d'arròs romanen latents fins a la primavera. El sègol i l'ordi es seguen al maig i s'escampen sobre el camp perquè s'assequin una setmana o deu dies. Llavors es trillen i es venten i es fiquen en sacs per al seu emmagatzematge. Tota la palla s'escampa sense triturar sobre els camps com encoixinat. Els camps es mantenen inundats durant un curt període durant les pluges monsòniques de juny per debilitar el trèvol i les males herbes, i donar així l'arròs l'oportunitat de brollar a través de la capa vegetal que cobreix el terra."

### Resultats
L'eficàcia del seu sistema es posa de manifest per la qualitat dels seus cultius. El seu arròs per exemple, sense el clàssic i laboriós sistema d'inundacions, té gairebé el doble de grans i és de major mida que el cultivat de la manera habitual. El govern japonès es va oferir a comprar-li en exclusiva la patent d'aquest arròs, cosa a la qual ell es va negar.
L'eficàcia del sistema depèn del coneixement profund de les interaccions entre plantes i de l'estudi del sòl a conrear. Normalment cal temps fins a adquirir la tècnica o fins que la terra esgotada recuperi les seves qualitats. El seu mètode serveix per a reforestacions i per fer reverdir zones dessecades: mitjançant arbres capaços d'extreure cap amunt la humitat del subsòl ha estat capaç de conrear en zones dessecades de Somàlia. Afirma que és possible reverdir gairebé qualsevol lloc de la Terra amb aquest mètode.
L'aparició del mètode Fukuoka és paral·lel al nou moviment d'agricultura ecològica a Occident en els anys 1940 a Europa i els Estats Units, conduït pels pioners com Eve Balfour, Albert Howard, i J.I. Rodale. No obstant això, Fukuoka no es considera inclòs dins de l'etiqueta: "el problema, però, és que la majoria de la gent encara no entén la distinció entre cultiu orgànic i cultiu natural. L'agricultura científica i el cultiu orgànic són bàsicament científics en el seu enfocament. El límit entre els dos no és clar. "

### Punts d'interès ecològic
- La bolles d'argila es presenten com un mitjà de reforestació d'alta eficiència.
- Els seus estudis ofereixen fórmules de reverdiment, reforestació i cultiu de zones àrides o dessecades.
- Mitjançant l'ús combinat de diverses plantes, els seus cultius i reforestacions permeten extreure a la superfície l'aigua del subsòl per l'absorció que fan les arrels, humidificant així l'aire, enriquint el terra de conreu i l'humus, i afavorint les pluges i la disminució de l'efecte hivernacle.
- També es pot veure en això un sistema que renova el concepte d'agricultura, alliberant-la de gran quantitat de treball pesat i penós, i de la dependència de maquinària pesant, adobs i pesticides.
- El seu sistema s'emmarca també en mètodes que ajudarien a pal·liar la proliferació de fams, empobriment de pobles, i el menjar escombraria.

## Publicacions
- Masanobu Fukuoka. One-Straw Revolution: An Introduction to Natural Farming. ISBN 0-87857-220-1.
- Masanobu Fukuoka. The Road Back to Nature: Regaining the Paradise Lost. ISBN 0-87040-673-6.